# Wilwerdange

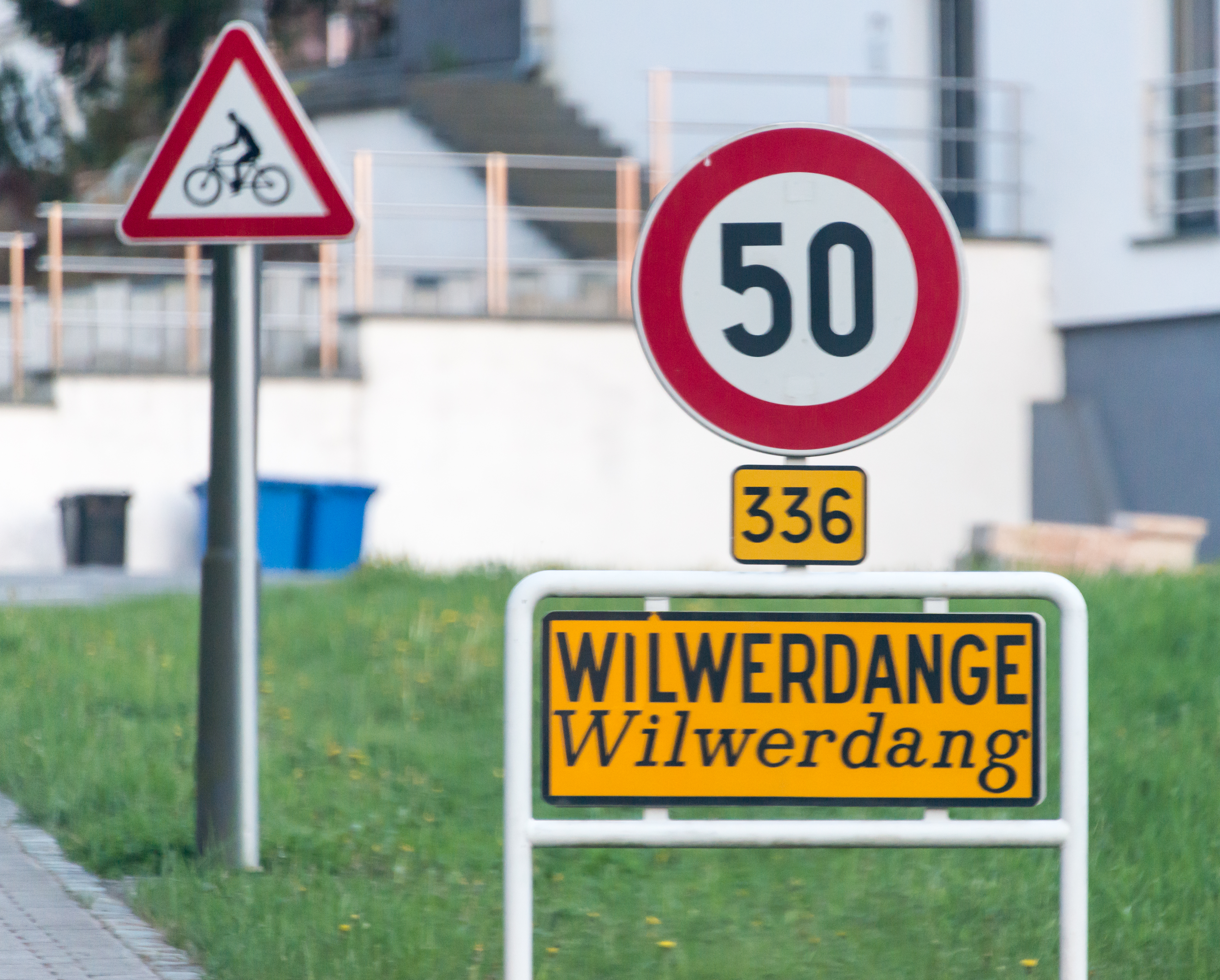
Wilwerdange

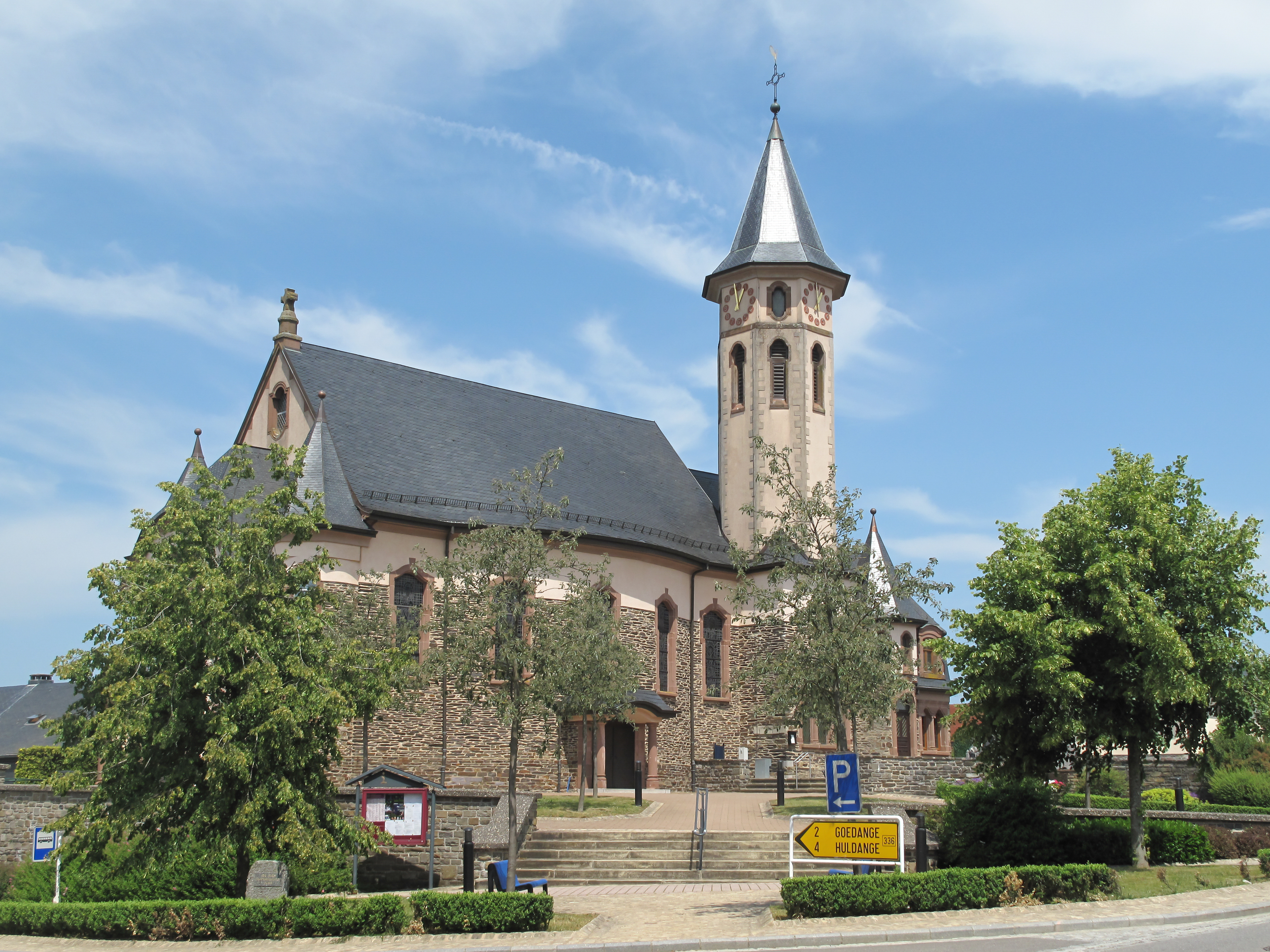
Iglesia de Wilwerdange el 3 de junio de 2011

Wilwerdange (luxemburgués, Wëlwerdang; alemán, Wilwerdingen) es un caserio en la comuna de Troisvierges, en el norte de Luxemburgo. Tiene una población de 251 habitantes (2005). 
- Wikimedia Commons alberga una categoría multimedia sobre Wilwerdange.

- Datos: Q2123050
- Multimedia: Wilwerdange / Q2123050